# Mariceae
Mariceae es una tribu de plantas de la subfamilia Iridoideae perteneciente a la familia de las iridáceas. 
Es la tribu más pequeña en esta subfamilia, ya que sólo contiene tres géneros estrechamente relacionados entre sí.
Las especies se distribuyen únicamente en América del Sur y Central. Una gran parte de las especies son nativas de Brasil. Son plantas tropicales que crecen principalmente en ambientes húmedos. Tienen en común el rizoma, las hojas son tradicionalmente en forma de espada. Las flores se agrupan en inflorescencias y contiene seis tépalos. 
Se utilizan como planta ornamental. 

## Géneros
Tiene los siguientes géneros.
- Neomarica - Pseudotrimezia - Trimezia